# Polycyrtus cockerellae
Polycyrtus cockerellae är en stekelart som beskrevs av Henry Lorenz Viereck 1912. Polycyrtus cockerellae ingår i släktet Polycyrtus och familjen brokparasitsteklar. Inga underarter finns listade i Catalogue of Life.